# Lophosciadium millefolium
Lophosciadium millefolium är en flockblommig växtart som beskrevs av Ernst Gottlieb von Steudel. Lophosciadium millefolium ingår i släktet Lophosciadium och familjen flockblommiga växter. Inga underarter finns listade i Catalogue of Life.